# 第三大道桥
40°48′27″N 73°55′57″W / 40.8076°N 73.9325°W
第三大道桥（英語：Third Avenue Bridge）是纽约的第三大道跨越哈萊姆河的桥梁，南北走向，连接了曼哈頓和布朗克斯区。